# زنبق کورولکووی
زنبق کورولکووی (نام علمی: Iris korolkowii) نام یک گونه از سرده زنبق است.